# Louis Niedermeyer
Louis Abraham de Niedermeyer (Nyon, 27 aprile 1802 – Parigi, 14 marzo 1861) è stato un compositore e insegnante svizzero.
Compositore svizzero, studiò pianoforte e composizione da prima a Vienna, poi a Roma con Vincenzo Fioravanti e a Napoli con Nicola Antonio Zingarelli. Da giovane riuscì a far rappresentare, con l'aiuto del suo amico Gioachino Rossini, al Théâtre des Italiens e ad altri teatri di Parigi alcune sue opere, tra cui le più importanti "Stradella" (1837) e "Marie Stuart" (1844).
Abbandonato il teatro, si dedicò alla composizione di musica sacra (mottetti e messe), dirigendo una scuola di musica a cui diede il proprio nome.

Suo allievo fu Claude Antoine Terrasse
Musicò anche alcuni brani per pianoforte di carattere brillante e liriche su testi di Alphonse de Lamartine e Victor Hugo.

## Composizioni operistiche
- Il Reo per amore - Napoli (1820);
- La casa nel bosco - Opera comica in 1 atto - Libretto da Benoît-Joseph Marsollier des Vivetières - Prima rappresentazione 28 maggio 1828, Salle Favart del Théâtre des Italiens di Parigi;
- Stradella - Grand-opera in 5 atti - Libretto di Emile Deschamps ed Emiliano Pacini (da Pierre e Jacques Bonnet-Bourdelot) - Prima rappresentazione 3 marzo 1837 presso l'Académie Royale de Musique di Parigi (nel cast: Adolphe Nourrit (Alessandro Stradella), Marie-Cornélie Falcon (Leonora), Prosper Dérivis (Bassi) e Nicolas-Prosper Levasseur (Malvolio));
- Marie Stuart - Grand-opera in 5 atti - Libretto di Théodor Anne - Prima rappresentazione 6 dicembre 1844 presso il Théâtre de l'Académie Royale de Musique di Parigi (nel cast: la celebre Rosina Stoltz (Marie Stuart, soprano), Italo Gardoni (Bothwell, tenore)) e Paul Barroilhet e Levasseur (Giorgio Talbot);
- La fronde - Opera in 5 atti - Libretto di Auguste Maquet e Paul Lacroix - Prima rappresentazione 2 maggio 1853 presso il Théâtre de l'Académie Impériale de Musique (Opéra) di Parigi.

Inoltre:
- Robert Bruce - Pasticcio musicale in 3 atti, lavoro su musiche di Gioachino Rossini - Prima rappresentazione 30 dicembre 1846 presso il Théâtre de l'Académie Royale de Musique di Parigi con Rosina Stoltz e Paul Barroilhet.